# Фалленберг, Эван
Эван Фалленберг (род. 8 августа 1961, Кливленд, Огайо) — писатель и переводчик, родившийся в США и проживающий в Израиле. Его дебютный роман «Свет упал», опубликованный в 2008 году, получил премию Stonewall Book Award и премию Эдмунда Уайта, а также вошёл в шорт-лист номинантов на премию Lambda Literary Award в категории «Дебютная проза» на 21-й церемонии вручения премии Lambda Literary Awards. Его второй роман «Когда мы танцевали на воде» был опубликован в 2011 году издательством HarperPerennial, а третий, «Прощальный дар», — издательством Other Press в 2018 году. Он также опубликовал английские переводы произведений нескольких израильских писателей, включая Меира Шалева, Ханоха Левина, Рона Лешема и Батью Гур.

## Биография
Родом из Кливленда, штат Огайо, получил степень бакалавра дипломатических наук в Школе дипломатической службы Джорджтаунского университета. Он также учился в Швейцарии, работал в Японии и поселился в Израиле в 1985 году. Также Фалленберг имеет степень магистра изящных искусств по специальности «творческое письмо» Вермонтского колледжа изящных искусств.
В настоящее время он преподаёт творческое письмо и литературный перевод в Университете Бар-Илан в Рамат-Гане, Израиль, а также является содиректором Международной программы магистратуры изящных искусств по творческому письму и литературному переводу в Вермонтском колледже изящных искусств.
В 2016 году Фалленберг отреставрировал старинный дом в Акко, превратив его в место отдыха для писателей, и открыл Arabesque — центр искусств и резиденций в самом сердце Старого Акко, Израиль. Arabesque был разрушен во время беспорядков в мае 2021 года, но восстановлен и снова открыт для публики несколько месяцев спустя.
Фалленберг был судьёй и консультантом ряда литературных премий, включая премию Сами Рора и литературную премию Галтелли. Он получал стипендии на резиденции от MacDowell Colony, Национального фонда искусств (в Vermont Studio Center), Фонда Ледига-Ровольта (в Chateau de Lavigny, Швейцария), Центра искусств Банфа (Канада), Hannesarholt и Gunnarshus в Исландии, Университета Сунь Ятсена в Китае и Фонда Больяско (Италия), а также принимал участие в конференциях и фестивалях по всему миру.

## Публикации

### Романы
- Light Fell, New York: Soho, 2008. ISBN 9781569475362, OCLC 216936811[11]
- When We Danced on Water, New York: Harper Perennial, 2011. ISBN 9780062033321, OCLC 670476288[12]
- The Parting Gift, New York: Other Press, 2018. ISBN 9781590519431, OCLC 1016377533

## Награды и почести
- 2007: National Jewish Book Award[англ.] за художественную литературу[13]
- 2008: Финалист, Lambda Literary Award for Gay Debut Fiction[англ.][14]
- 2009: Stonewall Book Award имени Барбары Гиттингс за литературу Американской библиотечной ассоциации[15]
- 2009: Премия Эдмунда Уайта за дебют в художественной литературе[англ.][16]